# مستشفى النعمان
مستشفى النعمان هو مستشفى حكومي عام في شمال مدينة بغداد، في حي الأعظمية، وهو المستشفى الحكومي الوحيد ضمن قضاء الأعظمية. أُنشئ المستشفى في العهد الملكي بين سنتي 1954 و 1955،(1) وقيل إنه أُسّسَ سنة 1949م، وفي عام 1959 فُتح فيه قسم الأمومة والطفولة، لمعالجة الأطفال وتوزيع الحليب الجاف، وزُوّد المستشفى حينئذٍ بأجهزة أشعة متنقلة للوصول إلى المرضى ومعالجتهم في محلاتهم. وحتى سنة 2010 كان في المستشفى 240 سريراً، ويعمل فيه 412 عاملاً طبياً متناوبين، كان بينهم 73 طبيباً حتى سنة 2015، بُنيت توسعة للمستشفى في سبعينات القرن العشرين، وكذلك في سنة 2019 حين ذُكر أن توسعة الأسرة 75 سريراً، وفيه كل الاختصاصات وغرفة عمليات جراحية.

## نوع المستشفى

موقع مستشفى النعمان في صورة جوية في ستينات القرن العشرين

مستشفى النعمان هو مستشفى عام، قالت نادي لطفي وسناء محمود في بحثهما المسمى (استخدام نموذج التميز الأوربي EFQM في تقييم أداء المنظمات بحث تطبيقي في مستشفى النعمان العام) المنشور سنة 2016 «تعمل إدارة المستشفى لتغيير تخصصها من عام إلى تعليمي إذ حصلت على موافقة وزارة الصحة على هذا التحويل وبالتنسيق مع وزارة التعليم العالي والبحث العلمي بغية الاستفادة من الخبرات الموجودة لدى أساتذة الجامعات لتدريب الأطباء والارتقاء بمستوى المستشفى أسوة بالمستشفيات التعليمية الأخرى».

مختبر المستشفى

## المناطق المشمولة
مستشفى النعمان في شمال بغداد في حي الأعظمية في محلة السفينة، في مقاطعة هيبة خاتون، في محلة 310، كانت أرض المستشفى بستاناً اسمه بستان الواعظ، يُعالج في المستشفى أهالي مناطق قضاء الأعظمية ومناطق أخرى، والمناطق المشمولة هي
حي الأعظمية، وراغبة خاتون، والصليخ وسبع أبكار والدهاليك والكريعات وحي تونس وحي الشعب والتاجي والحسينية والوزيرية والكسرة.

## الهوامش
- «1»: قال اللواء إبراهيم الراوي في كتابه (من الثورة العربية الكبرى إلى العراق الحديث) "ذهبتُ وصديقي تحسين علي لحضور حفلة افتتاح مستشفى النعمان إذ كان محمد حسن سلمان وزير الصحة قد دعانا لحضور افتتاحه وبينما أنا وتحسين واقفان وإذا بالوصي ونوري يقبلان علينا بعد الانتهاء من الافتتاح وهما يتناجيان عندما رآنا وعند مرور نوري بي قال لي: غداً واجنهي، فذهبتُ إليه فأخبرني بما اتفقا عليه من إرسالي إلى «کابل». وهكذا حلت العقدة إذ صدرت الإدارة الملكية بذلك خلال أيام معدودات، وتركت بغداد بالطائرة في مارت سنة 1955.[12]